# 駿河湾沼津サービスエリア
駿河湾沼津サービスエリア（するがわんぬまづサービスエリア）は、静岡県沼津市にある新東名高速道路のサービスエリア (SA) である。スマートインターチェンジ (スマートIC) を併設する。

## 道路
- E1A 新東名高速道路（6-1番）

## 沿革
- 2011年（平成23年）8月26日 : SA名称が「沼津SA（仮称）」から「駿河湾沼津SA」に正式決定。
- 2012年（平成24年）4月14日 : 御殿場JCT - 三ヶ日JCT間開通に伴い、SAが供用開始。
- 2013年（平成25年）6月11日 : 国土交通省よりスマートICの連結許可[1]。
- 2017年（平成29年）3月18日 : スマートICが供用開始[1]。

## 施設
その名の通り昼間は駿河湾を、夜間は沼津市街や周辺の夜景をそれぞれ一望できるロケーションにあり、上下線ともに東名高速道路の海老名SAの約1.5倍の面積となっている。また、NEOPASAのブランド名が使用されている。丘陵地帯に設置されているため、上り線側の方が標高が高い。コンセプトは「リゾートマインド」である。

### 上り線（東京方面）
- 駐車場
  - 大型 98台
  - 小型 143台
  - 身障者用大型 1台
  - 身障者用小型 5台
- トイレ
  - 男性大18器(和式5器・洋式13器)・小 26器
  - 女性 60器(和式5器・洋式55器)
  - 幼児用トイレ2(洋式2器)・小2
  - 身障者用 2器
- おみやげ[2]
  - 沼津・村の駅（24時間）
- テイクアウト[2]
  - 富士山高原 いでぼく（平日 9:00 - 18:00、土日祝日 9:00 - 19:00）
  - 鶏膳（平日 10:00 - 18:00、土日祝日 9:00 - 19:00）
  - Cow Resort（平日 10:00 - 18:00、土日祝日 9:00 - 19:00）
  - 海鮮ちぎり揚げ専門店 外花屋（平日 10:00 - 18:00、土日祝日 9:00 - 19:00[3]）
- コンビニエンスストア[2]
  - ミニストップ（24時間）
- フードコート[2]
  - から揚げ匠カレー/かもめの台所（平日 9:00 - 21:00、土日祝日 8:00 - 21:00）
  - 駿河庵（24時間）
  - 駿州醤油らーめん 一滴家（平日 9:00 - 21:00、土日祝日 8:00 - 21:00）
  - おさかな丼屋 とと丸食堂（9:00 - 21:00）
- レストラン[2]
  - 家族庵〜Family〜（11:00 - 21:00（ラストオーダー 20:30））
- カフェ[2]
  - Bistro KANPAI（9:00 - 20:00）
- その他[2]
  - PET PARADISE（9:00 - 20:00）
- ドライバーズ・スポット[2]
  - ドライバーズ・スポット 天神屋（24時間）（コインシャワー（男性・女性）・ランドリー / 6:00 - 22:00 飲食コーナー）
- ぷらっとパーク（24時間・駐車場 小型 126台、身障者用 2台 / 自転車置き場 一般 5台、ロードバイク用 0台）[4]
- エリア・コンシェルジュ（平日 9:00 - 18:00、土日祝日 8:00 - 18:00）[4]
- ハイウェイ情報ターミナル[4]
- ドッグラン[4]
- 自動販売機[4]
- コインシャワー（24時間）[4]
- コインランドリー（24時間）[4]
- ATM（24時間）[4]
- 郵便ポスト（沼津西郵便局）[4]
- 給電スタンド（24時間）[4]
- ガソリンスタンド（ENEOS（太陽鉱油(株)）セルフ式、24時間）[4]
  - 以前は紅陽フリート(株)が運営していた。

### 下り線（名古屋方面）
- 駐車場
  - 大型 111台
  - 小型 133台
  - 身障者用大型 1台
  - 車椅子用小型 6台
- トイレ

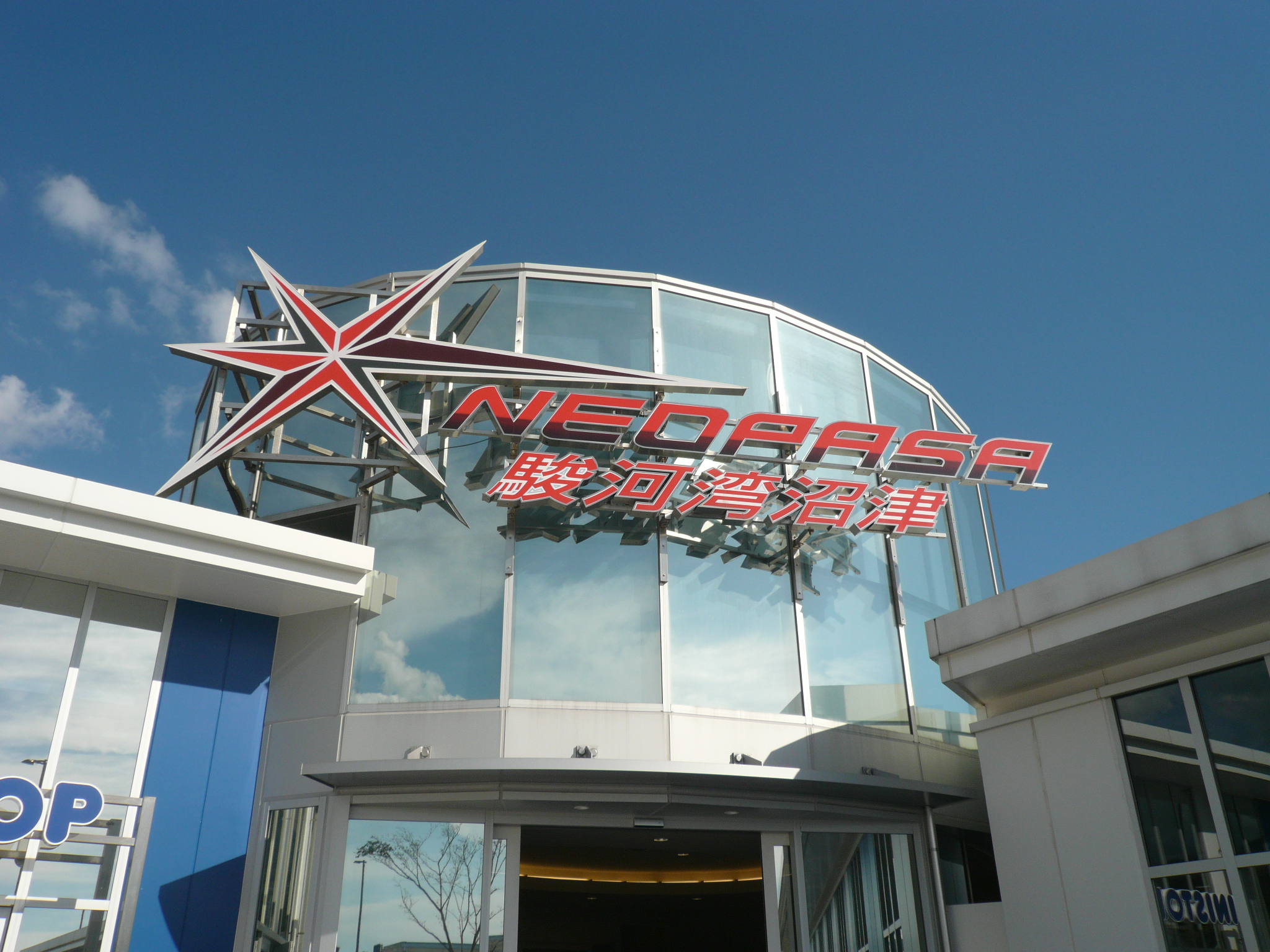
下り線施設ロゴマーク（2013年9月）

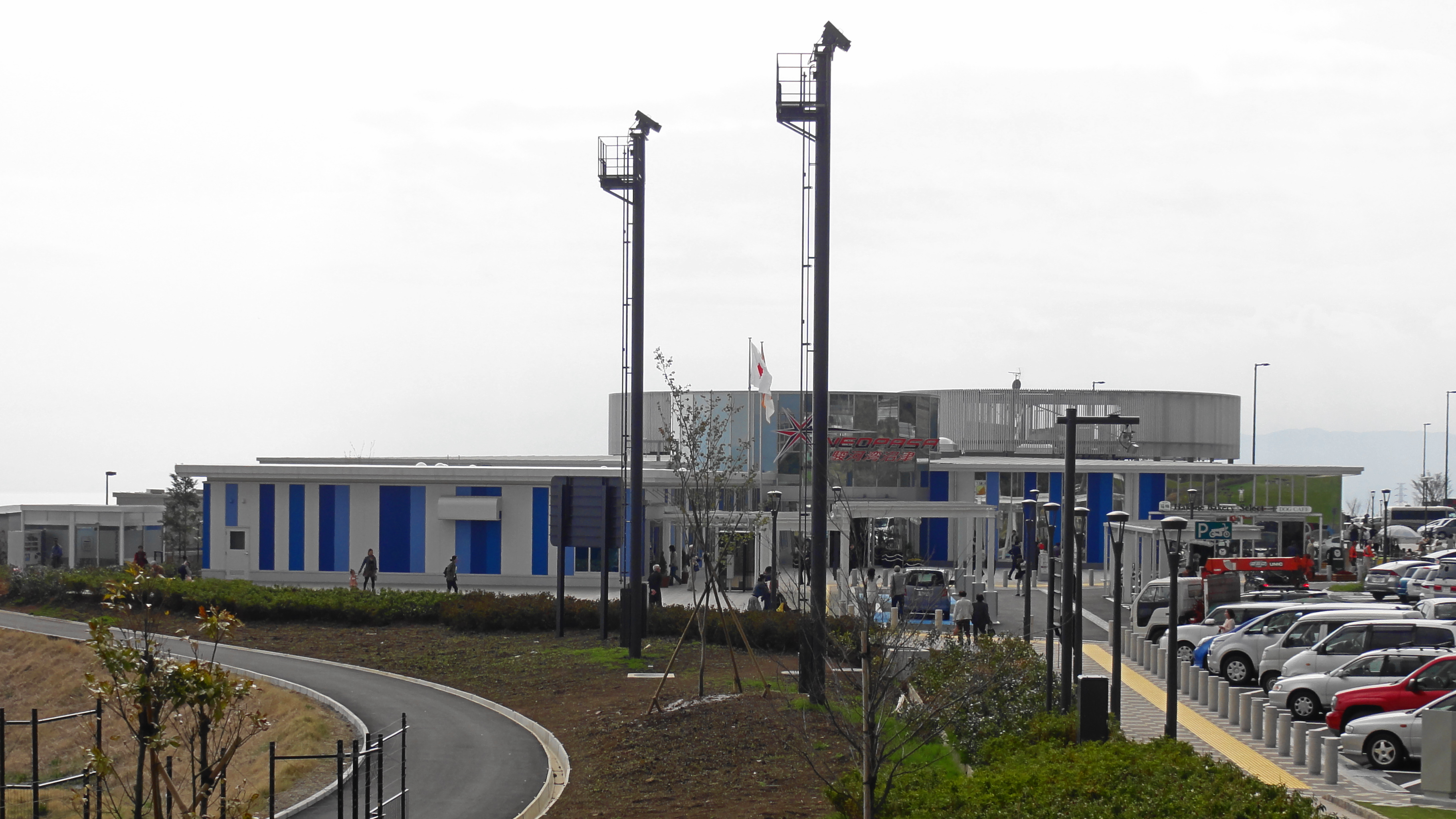
下り線施設外観（2012年4月）

  - 男性大16器(和式5器・洋式11器)・小 26器
  - 女性 60器(和式5器・洋式55器)
  - 幼児用トイレ2(洋式2器)・小2
  - 身障者用 2器
- おみやげ[5]
  - 伊豆・村の駅（24時間）
- フードコート[5]
  - 麺屋 道神（9:00 - 22:00）
  - 海の幸と山の幸 するが食堂（24時間）
  - 出汁うどん沼津そば さかい庵（7:00 - 22:00）
- コンビニエンスストア[5]
  - ミニストップ（24時間）
- カフェ[5]
  - 上島珈琲店
- ベーカリー[5]
  - 駿河ベーカリー&カフェ（7:00 - 20:00）
- ドライバーズ・スポット[5]
  - ドライバーズ・スポット 天神屋（24時間）（コインシャワー（男性・女性）・ランドリー / 6:00 - 22:00 飲食コーナー）
- ぷらっとパーク（24時間・駐車場 小型 69台、身障者用 2台）[6]
- エリア・コンシェルジュ（平日 9:00 - 18:00、土日祝日 8:00 - 18:00）[6]
- ハイウェイ情報ターミナル[6]
- ドッグラン[6]
- 遊具設備[6]
- 自動販売機[6]
- キッズコーナー（24時間）[6]
- コインシャワー（24時間）[6]
- コインランドリー（24時間）[6]
- ATM（24時間）[6]
- 郵便ポスト（沼津西郵便局）[6]
- 給電スタンド（24時間）[6]
- ガソリンスタンド（出光興産（西日本宇佐美）セルフ式、24時間）[6]

### 駿河湾沼津スマートインターチェンジ
駿河湾沼津スマートインターチェンジ（するがわんぬまづスマートインターチェンジ）は、駿河湾沼津SAに併設するスマートICである。
利用可能車種はETC搭載の全車種（長さ12m以下の車両）で24時間運用。上下線ともに出入可となっている。

## 隣
E1A 新東名高速道路
(6)長泉沼津IC - (6-1)駿河湾沼津SA/SIC - (7)新富士IC